# Лауда
Ла́уда (італ. lauda — хвала) — жанр паралітургійної (італійської, рідше латинської) поезії і музики в Італії XIII–XVI ст.
Першою лаудою італійською мовою (умбрійським діалектом) вважається «Пісня про сонце» (бл.1225) Франциска Ассізького, написана ритмічною прозою, що  вихваляє як «братів і сестер» всі явища світу, включаючи «сестру Смерть» (музика цієї лауди не збереглася).
Розквіт лауди пов'язаний з народним релігійним рухом, що зародився в Умбрії в середині XIII століття і охопив багато областей Італії; братства мирян, охоплені настроєм покаяння, екстатичної любові до Христа і Богоматері, відрази до мирських благ, виспівували лауди на своїх зборах. З музичної точки зору лауди XIII–XIV початку століть являли собою одноголосні,  переважно силабічні, рідше розвинені мелізматичні мелодії.
З цього часу до нас дійшли близько 200 збірників лауд, так звані лаударії (італ. laudario), з них тільки два з музикою: Кортонський лаударій (кінець XIII століття, 65 лауд, 46 з них з музикою) і Флорентійський лаударій (відомий також як «Laudario Magliabechiano») початку XIV століття (в цьому кодексі 97 лауд, 88 з них з музикою).
Нерідко лауди виконувалися як контрафактури світських тексто-музичних форм (найчастіше баллат), при цьому традиційні куртуазні мотиви і сюжети замінювалися на релігійні, наприклад, замість коханої пані трубадурів — «пані Злидні»; і «Блондинка-зеленщіца» була перетекстована в лауду «Про Ісуса Христа» баллата Франческо Ландіні. З другої половини XIV століття отримали поширення багатоголосні лауди. Відомий драматичний різновид лауди з діалогами між алегоричними персонажами: грішником і Мадонною, Христом і Душею, Душею і Любов'ю.
Імена укладачів лауд (поетів і композиторів) здебільшого невідомі. Видатні зразки середньовічної лауди створив Якопоне Да Тоді, їх основні мотиви: пристрасне бажання померти разом з Христом, життя Ісуса як дзеркало душі, плач Мадонни над Сином; душа як наречена Христа, знайдена для нього ангелами; повне розчинення душі у Богові. У XV–XVI століттях словом лауда називалися композиційно нехитрі різновиди фротоли, балати та інші пісенні форми. Лауди зберігали значення популярної («народної») релігійної музики до кінця XVI століття. У Тоскані цьому сприяли проповіді Джироламо Савонароли, який закликав до співу лауд не тільки в братствах мирян, але і в церкві. Передруки збірників лауд відомі аж до початку XIX століття.

## Вибрана дискографія
- Laudario di Cortona. Un mystère du XIIIe siècle (Ensemble Organum – Marcel Pérès, dir.) // Harmonia mundi HMC 901582
- Laudario di Cortona <Cortona, Biblioteca del Comune e dell' Accademia Etrusca, Ms. 91> (Ensemble Micrologus) // Micrologus 00010/3
- Laude di Sancta Maria. Veillée de chants de dévotion dans l'Italie des Communes (La Reverdie) // Arcana 34
- A laurel for Landini (Gothic Voices) // Avie 2151 (світські прототипи і Лауда-контрафактури)